# Ateísmo de Estado

Mapa del mundo de países que practican el ateísmo de Estado o lo hicieron en el pasado. Los países que practican el ateísmo de Estado actualmente son Estados socialistas y/o Estados comunistas.
Países que practican el Ateísmo de Estado actualmente
Países que practicaron el Ateísmo de Estado en el pasado
Países que nunca han practicado el Ateísmo de Estado

Ateísmo de Estado o Estado ateo es un término utilizado para referirse a un gobierno que es antirreligioso, anticlerical o que promueve la irreligión. En contraste, los Estados laicos son oficialmente neutrales en materia de religión, sin apoyar la religión o irreligión. Es considerado el modelo de relación entre el Estado y la religión opuesto a la Teocracia.  
El ateísmo de Estado no admite ninguna forma de religión o secta. Se establece a través de la destrucción de edificios religiosos (Iglesias, Mezquitas, Sinagogas, Templos hindúes, Templos budistas, Templos sintoístas, etc.), la quema de libros sagrados (Biblia, Corán y Torá), el encarcelamiento, la persecución y/o deportación de ministros religiosos y la prohibición total de las prácticas y/o festividades religiosas (Navidad, Ramadán, Janucá, etc.). Puede establecerse también por la adopción de una ideología antiteísta como doctrina oficial del Estado.
Se prohíbe la indumentaria religiosa, se establecen restricciones a los cortes de cabello (tanto para hombres como para mujeres), se promueve el afeitado y se prohíben las barbas en los hombres por ser elementos esenciales de algunas religiones (Cristianismo, Islam, Judaísmo, Sijismo, etc.).El ateísmo de Estado se encuentra fuertemente relacionado al Socialismo y al Comunismo,  aunque no son sistemas exclusivos de estas ideologías.
La promoción estatal del ateísmo como norma pública se implantó por primera vez durante la Revolución francesa (1789-1799). El México revolucionario siguió políticas similares a partir de 1917. La República Socialista Federativa Soviética de Rusia (1917-1991) y la Unión Soviética (1922-1991) tuvieron una larga historia de ateísmo de estado, cuando una de las condiciones del éxito social era la proclamación del ateísmo y mantenerse alejado de cualquier iglesia. Esta tendencia tomó fuerza especialmente a mediados del gobierno de Iósif Stalin entre 1929 y 1939. La República Socialista Popular de Albania bajo el mandato de Enver Hoxha llegó a proclamar en la constitución explícitamente el carácter ateo del Estado.

## Países que practican el ateísmo de Estado actualmente
- República Democrática Popular Lao
- República Popular China
- República Popular Democrática de Corea
- República Socialista de Vietnam

## Países que practicaron el ateísmo de Estado en el pasado
- República Democrática de Afganistán
- República Popular Socialista de Albania
- República Popular de Angola
- República Popular de Benín
- República Popular de Bulgaria
- Kampuchea Democrática
- República Socialista Checoslovaca
- República de Cuba
- República Democrática Popular de Etiopía
- Primera República Francesa[nota 1]
- República Popular de Hungría
- República Popular de Mongolia
- República Popular de Mozambique
- Estados Unidos Mexicanos
- República Popular de Polonia
- República Popular del Congo
- República Democrática Alemana
- República Socialista de Rumania
- Unión de Repúblicas Socialistas Soviéticas
- República Democrática Popular de Yemen
- República Federativa Socialista de Yugoslavia

## Estados socialistas y/o comunistas

Comunismo

Socialismo

Se suele considerar que el comunismo se opone explícitamente a la religión y promueve el ateísmo de Estado. De acuerdo a Karl Marx, la religión es una herramienta utilizada por las clases dirigentes para controlar a las masas desfavorecidas, que la utilizan como recurso para aliviar su sufrimiento a través de la emoción religiosa. Las clases dirigentes, obedeciendo a su propio interés, instalan la convicción religiosa de que el sufrimiento presente conducirá a la felicidad futura, en la otra vida. Por lo tanto, mientras el público tenga fe en la religión no habrá ningún intento serio para entender y superar la verdadera razón de sus sufrimientos, que en opinión de Marx provenían del capitalismo. En ese sentido, Marx consideraba que la religión podía ser definida como el "opio del pueblo".
Sobre la importancia del ateísmo en los crímenes cometidos contra creyentes en la URSS, el científico y divulgador ateo Richard Dawkins ha resaltado que, según su opinión, las atrocidades de Stalin habrían sido inspiradas por su dogmática y doctrinaria lectura del marxismo, más que por su ateísmo. Además, ofrece la conjetura de que la temprana formación religiosa de Stalin en la confesión cristiana ortodoxa habría sido la que le enseñó a reverenciar la fe ciega, la autoridad férrea y la creencia de que el fin justifica los medios. Dawkins opina que aunque Stalin y Mao eran ateos, no cometieron sus atrocidades inspirados o movidos por dicha convicción. Otros contraargumentan que, de ser cierta dicha opinión, entonces todos los países donde los dirigentes políticos fueron educados en la religión ortodoxa antes y después de Stalin habrían cometido las mismas atrocidades.
Sin embargo, ha habido casos, como la Albania comandada por Enver Hoxha, en los que se llegó a legislar explícitamente prohibiendo la religión, con la intención de convertir al país en oficialmente ateo. El Artículo 37 de la Constitución albanesa de 1976 establecía "El Estado no reconoce religión alguna y se encarga de fomentar el ateísmo con el fin de implantar la visión del mundo del materialismo científico en su población".

### República Popular Socialista de Albania
La República Popular Socialista de Albania fue declarada estado ateo por Enver Hoxha en 1967, y se mantuvo como tal hasta 1991. La tendencia hacia el ateísmo de estado alcanzó su cenit cuando fueron prohibidas todas las religiones, al ser consideradas como importaciones extrañas a la cultura albanesa.
La Ley de Reforma Agraria de 1945 nacionalizó prácticamente todas las propiedades de las diferentes iglesias, incluyendo los inmuebles de los monasterios, las órdenes religiosas y las diócesis. Para 1967, las confesiones religiosas habían renunciado a sus 2.169 iglesias, mezquitas, claustros y ermitas; de las cuales 1.820 fueron destruidas. Muchos imanes y sacerdotes ortodoxos renunciaron a su pasado "parásito" (apostasía forzada). Más de doscientos clérigos de confesiones diversas fueron encarcelados, otros muchos fueron obligados a buscar trabajo en la industria o la agricultura. El Código Civil de 1977 condenaba a prisión de 3 a 10 años a quien desplegara propaganda religiosa y la producción, distribución o almacenamiento de literatura religiosa. Llegó a prohibirse la dieta halal y el dejarse barba por ser símbolos del islam.
Como documentó la revista cultural mensual "Nëmdori": "la juventud ha creado la primera nación atea del mundo". A partir de 1967 y hasta el final del comunismo, todas las prácticas religiosas fueron prohibidas y la nación se declaró oficialmente atea, único caso en el mundo. Por supuesto, la educación obviaba cualquier enseñanza religiosa.
Sin embargo, algunos antiguos cultos paganos no institucionales, realizados en áreas rurales, fueron aceptados como parte de la cultura nacional. De ahí proviene el hecho de que se sigan celebrando en Albania festivales paganos como el "festival lunar de primavera" (Dita e Vëres en albanés), celebrado el 15 de marzo en la ciudad de Elbasan y considerado fiesta nacional.

### Unión de Repúblicas Socialistas Soviéticas

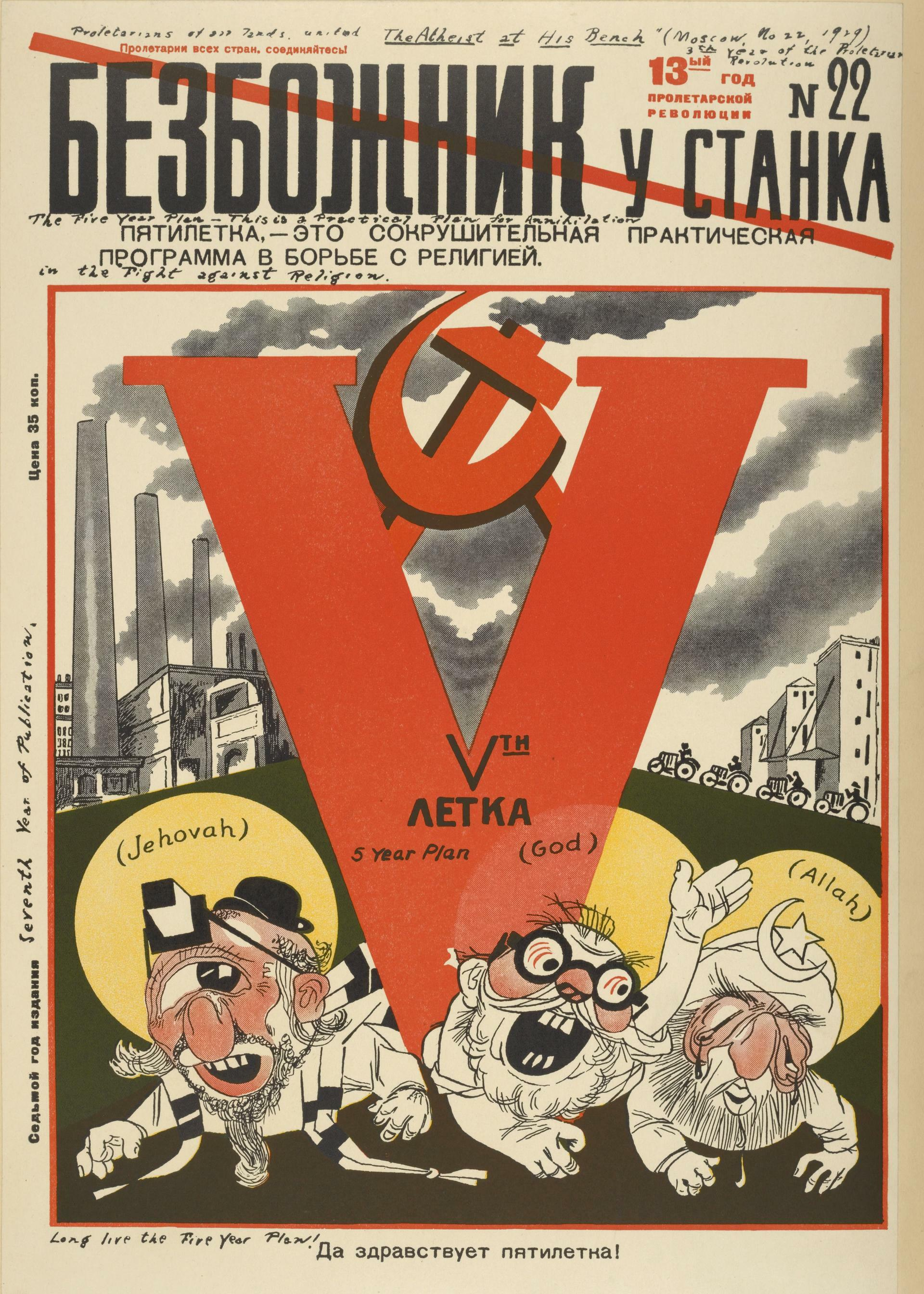
Portada de Bezbozhnik en 1929, revista de la Sociedad de los Sin Dios. Se muestra el primer plan quinquenal de la Unión Soviética aplastando a los dioses de las religiones abrahámicas.

El ateísmo de estado en la Unión Soviética se denominó "gosateizm". El propio fundador del marxismo-leninismo, Lenin, lo expresaba así en Actitud del partido obrero hacia la religión:
La religión es el "opio del pueblo": este aforismo de Marx es la piedra angular de toda la ideología marxista sobre religión. Todas las religiones e iglesias modernas y las organizaciones religiosas son consideradas por el marxismo como órganos de la burguesía reaccionaria, usados para preservar la explotación y la estupefacción de la clase trabajadora. 
De forma consistente, el marxismo-leninismo propugnó el control, la supresión y, finalmente, la eliminación de las creencias religiosas. Tan solo un año después de la revolución socialista, el estado había expropiado todas las propiedades de las iglesias y en el periodo comprendido entre 1922 y 1926, veintiocho obispos ortodoxos y más de mil doscientos curas fueron asesinados; un número mucho mayor fue objeto de persecución.
En las décadas de 1920 y 1930, organizaciones como la "Sociedad de los Sin Dios" (en ruso: Общество безбожников, Obshchestvo bezbozhnikov) ridiculizaron y amenazaron a los creyentes. El ateísmo se propagó a través de las escuelas, organizaciones comunistas (como los "Jóvenes Pioneros", пионерско движение) y los medios de comunicación. Aunque Lenin introdujera el calendario gregoriano en la Unión Soviética, los posteriores intentos por reorganizar la semana para mejorar la eficiencia de los trabajadores con la introducción del Calendario revolucionario soviético tuvieron la consecuencia de que "los días de vacaciones raramente coincidían con el domingo".
Aunque todas las religiones fueron perseguidas, la intensidad de los esfuerzos del régimen soviético variaron de intensidad en función de la época, las nacionalidades y las confesiones religiosas, y siempre estuvieron supeditados a las "razones de estado". Aunque todos los líderes soviéticos compartían el mismo objetivo a largo plazo de cohesionar al pueblo, sus políticas fueron variando. Para los dirigentes soviéticos las cuestiones de religión y nacionalidad se mantuvieron íntimamente ligadas. Esto explica las oscilaciones entre una prohibición total de ciertas religiones alternando con periodos de mayor permisividad.
La mayoría de los seminarios fueron cerrados y las publicaciones religiosas prohibidas. La Iglesia Ortodoxa Rusa, que tenía cincuenta y cuatro mil parroquias antes de la Primera Guerra Mundial, se vio reducida a quinientas por 1940.[cita requerida] Aunque Rusia era mayoritariamente cristiana, de acuerdo el World Factbook en la actualidad solo entre el diecisiete y el veintidós por ciento pueden considerarse cristianos.[cita requerida]

### República Popular China
La República Popular China nació en 1949 y desde sus inicios mantuvo una postura hostil frente a la religión, vista como paradigma del feudalismo y del colonialismo. Casas de culto, templos, mezquitas e iglesias fueron convertidos en edificios de uso secular.
Durante los primeros años del régimen se disuadió la práctica religiosa por considerarse atrasada y supersticiosa; también porque los líderes comunistas, Lenin hasta Mao Zedong habían sido críticos con las instituciones religiosas. Durante la Revolución Cultural la religión fue considerada feudal, y miles de edificios con fines religiosos fueron clausurados y destruidos. Esta actitud se relajó considerablemente en la década de 1970, al final de la revolución cultural. La Constitución de la República Popular China de 1978 garantizaba la "libertad de culto", pero con una serie de restricciones. A partir de la década de 1990 se llevó a cabo una política activa de reconstrucción de los templos budistas y taoístas que fueron destruidos durante el período anterior. 
En la actualidad, el Partido Comunista Chino ha manifestado que pertenecer al partido y ser religioso son condiciones incompatibles. La religión está permitida, aunque tiene una serie de limitaciones. La constitución afirma: «los organismos y asuntos religiosos no están sujetos a ninguna dominación extranjera». Solamente hay cinco religiones autorizadas:Budismo, Taoísmo, Islam, Catolicismo y Protestantismo. Una gran mayoría de ciudadanos se declaran no religiosos; sin embargo, hay una cantidad significativa de ciudadanos chinos que mantienen tradiciones como el respeto a los antepasados y el feng shui, aparte de mantener lazos informales con diversos templos y casas de culto. El Departamento de Estado de los Estados Unidos de América en su informe anual sobre libertad religiosa ofrece cifras sobre confesionalidad; en 2007, citando datos previos de 1997 y el Libro Blanco sobre Religión de 2005, ofrece la siguiente distribución de religiones:
- Budistas: 8%.[cita requerida]
- Taoístas: porcentaje desconocido
- Musulmanes: 1,5%, con más de cuarenta y cinco mil imanes.
- Cristianos: protestantes 2%, católicos 1,5% aproximadamente.

Debe señalarse que el sistema de creencias tradicional chino es una mezcla entre Confucionismo, Budismo y Taoísmo, y las personas que lo practican habitualmente no se identifican con una de dichas confesiones en exclusiva aunque acudan a sus lugares de culto.

### República de Cuba
Hasta 1992 Cuba era oficialmente un estado ateo.
En agosto de 1960, varios obispos firmaron una carta pastoral conjunta condenando el comunismo y declarándolo incompatible con el catolicismo, y llamando a los católicos a rechazarlo. Fidel Castro pronunció un discurso de cuatro horas al día siguiente, condenando a los sacerdotes que sirven a "grandes riquezas" y utilizando el temor a la influencia falangista para atacar a los sacerdotes nacidos en España, declarando "No hay duda de que Franco tiene una considerable grupo de sacerdotes fascistas en Cuba".
Originalmente más tolerante con la religión, el gobierno cubano comenzó a arrestar a muchos creyentes y a cerrar escuelas religiosas después de la invasión de Bahía de Cochinos. Sus prisiones se estaban llenando de clérigos desde la década de 1960. En 1961, el gobierno cubano confiscó las escuelas católicas, incluida la escuela jesuita a la que había asistido Fidel Castro. En 1965 exilió a doscientos sacerdotes.
En 1976, la Constitución de Cuba tenía una cláusula que establece que "el estado socialista ... basa su actividad y educa al pueblo en el concepto científico materialista del universo". En 1992, la disolución de la Unión Soviética llevó al país a declararse un Estado laico. El Papa Juan Pablo II contribuyó al deshielo cubano cuando realizó una visita histórica a la isla en 1998 y criticó el embargo estadounidense. El Papa Benedicto XVI visitó Cuba en 2012 y el Papa Francisco visitó Cuba en 2015. El gobierno cubano continuó con acciones hostiles contra grupos religiosos; solo en 2015, el régimen de Castro ordenó el cierre o la demolición de más de 100 parroquias pentecostales, metodistas y bautistas, según un informe de Christian Solidarity Worldwide.

### Kampuchea Democrática
Durante el mandato de Pol Pot (entre 1975 y 1979) se suprimió el budismo en Camboya. Los monjes fueron expulsados, los templos y sus iconos, incluidas las estatuas de Buda, fueron destruidos y las personas que expresaran cualquier sentimiento religioso eran, con frecuencia, asesinadas. La catedral católica de Phnom Penh fue destruida. Los Jemeres Rojos forzaron a los musulmanes a comer carne de cerdo y aquellos que se negaron fueron asesinados.

### República Popular de Mongolia
En Mongolia, tras la invasión por tropas japonesas de 1936, la Unión Soviética desplegó sus tropas en 1937, emprendiendo una ofensiva contra la religión budista. En paralelo se desencadenó una campaña de purgas al estilo soviético en el Partido Comunista y el ejército mongol. El caudillo mongol en aquel momento era Horloogiyn Choybalsan, seguidor de Iósif Stalin, que emuló muchas de las políticas que Stalin desarrolló en la Unión Soviética. Las purgas consiguieron erradicar prácticamente por completo el lamaísmo, sobreviviendo un único templo en Ulán Bator. Aproximadamente unas 100.000 personas fueron perseguidas por motivos religiosos, entre 17.000 y 30.000 fueron ejecutadas y 10.000 enviadas a gulags.

### República Popular Democrática de Corea
Aunque en el art. 68 de la Constitución norcoreana se garantiza el derecho de libertad de creencia religiosa, permitiendo la construcción de edificios para culto y la celebración de ceremonias religiosas, el 64.32% de la población es atea. Según algunos medios y asociaciones católicas, el catolicismo es perseguido en el país y algunos de sus practicantes ejecutados. De los 52.000 fieles y 57 parroquias con las que contaba Corea del Norte en 1945, en 2018 había 3.000 católicos y una iglesia en Pionyang que celebra misas. A pesar de no haber tenido nunca relaciones con la Santa Sede, en 2018 Kim Jong-un hizo un intento de acercamiento al Papa Francisco para invitarlo a visitar el país. A pesar del interés a aceptar la invitación del Papa, esta nunca llegó a producirse.

## Comparación con otros modelos de relación Estado-religión
Paul Cliteur, catedrático de Jurisprudencia de la Universidad de Leiden, establece en su ensayo  Esperanto moral (2007) cinco modelos en la relación entre el Estado y la religión:
1. Estado ateo o ateísmo de Estado. Es la promoción estatal de la irreligión, no admite ninguna forma de religión o secta. Se establece a través de la destrucción de edificios religiosos (iglesias, mezquitas, sinagogas, templos hindúes, templos budistas, templos sintoístas, etc.), la quema de libros sagrados (Biblia, Corán y Torá), el encarcelamiento, la persecución o deportación de ministros religiosos y la prohibición total de la práctica religiosa, como es el caso de Corea del Norte.
2. Estado laico o irreligioso. El Estado no tiene una religión estatal y supone la nula injerencia de cualquier organización o confesión religiosa en el gobierno de un país, ya sea en el poder legislativo, el ejecutivo o el judicial.
3. Estado aconfesional o neutro colaborativo. El Estado no tiene una Iglesia oficial o religión de Estado, pero sí da importancia a las expresiones religiosas de su pueblo, que no sólo las protege, sino que las fomenta de forma equitativa entre los diferentes sectores religiosos presentes en su territorio. Este es un modelo reivindicado por los diferentes sectores religiosos que no tienen estatus de religión oficial.
4. Estado multirreligioso, pluriconfesional o con varias religiones oficiales. El Estado ayuda e incluso financia a varias religiones que reconoce como estatales y mantiene a sus clérigos, sus templos y sus actividades. Aunque se den casos de tolerancia religiosa, los beneficios para las religiones oficiales resultan en detrimento de las demás religiones presentes en el territorio.
5. Estado confesional o con religión oficial. Una Iglesia o religión ocupa un lugar destacado en tareas de gobierno y orden público. El Estado mantiene la Iglesia dominante a través de los impuestos de la población. Aunque se den casos en que también se toleran otras Iglesias, los derechos de la religión estatal menoscaban a los demás sectores religiosos que hacen presencia entre su población.
6. Teocracia o Estado unificado con la religión oficial. Una religión dominante es la que ocupa el poder en el gobierno. Por lo general, se establece como la única religión tolerada y todas las demás son suprimidas. Se aplican las leyes que conciernen a esa religión. Se mantiene en Europa en la Ciudad del Vaticano, el monte Athos y la Orden de Malta. También en gran parte de Oriente Próximo, como Arabia Saudita; se instauró en el poder en Irán desde 1979, en Marruecos el rey es a la vez líder político y religioso, en Pakistán se aplica la sharía, especialmente en zonas rurales, así como en Afganistán en dos ocasiones (el Estado Islámico y el primer Emirato Islámico en los años 1990 y el segundo Emirato Islámico desde 2021) y en algunas zonas mayormente musulmanas de Nigeria y Sudán. Aunque existen algunos países islámicos seculares como Turquía e Indonesia, en general el islam tiene una fuerte influencia política en gran parte de naciones de mayoría musulmana.